# Veix
Veix é uma comuna francesa na região administrativa da Nova Aquitânia, no departamento de Corrèze. Estende-se por uma área de 22,14 km². Em 2010 a comuna tinha 77 habitantes (densidade: 3,5 hab./km²).